# Лукович, Эд
Э́двард Ри́чард «Эд» Лу́кович (англ. Edward Richard «Ed» Lukowich; род. 1 марта 1946, Speers, Саскачеван) — канадский кёрлингист, тренер по кёрлингу и спортивный функционер.
Cкип своей команды. Играет на позиции четвёртого.
Работает директором по спортивной подготовке (англ. Athlete Development Director) в Ассоциации кёрлинга США. Написал четыре книги по кёрлингу, был продюсером часового фильма с инструкциями по тренировкам. Был одним из инициаторов проведения турнира TSN Skins Game и сооснователем, а также исполнительным директором серии турниров Мировой тур по кёрлингу (англ. World Curling Tour). Также был одним из телекомментаторов телетрансляций соревнований по кёрлингу телесети CTV Sportsnet.
Написал несколько книг в жанре научной фантастики (под псевдонимом Sagan Jeffries).
В 1992 году ввёден в Зал славы канадского кёрлинга.

## Достижения
- Зимние Олимпийские игры: бронза (1988).
- Чемпионат мира по кёрлингу среди мужчин: золото (1986), бронза (1978).
- Чемпионат Канады по кёрлингу среди мужчин: золото (1978, 1986), серебро (1983), бронза (1984).
- Канадский олимпийский отбор по кёрлингу: золото (1987).

## Команды
| Сезон   | Четвёртый     | Третий        | Второй            | Первый          | Запасной      | Турниры              |
| ------- | ------------- | ------------- | ----------------- | --------------- | ------------- | -------------------- |
| 1960—61 | Mike Lukowich | Эд Лукович    | Doug McLeod       | David Moore     |               |                      |
| 1961—62 | Mike Lukowich | Эд Лукович    | Doug McLeod       | David Moore     |               |                      |
| 1977—78 | Эд Лукович    | Майк Чернофф  | Дейл Джонстон     | Рон Шиндл       |               | ЧК 1978 · ЧМ 1978    |
| 1980—81 | Эд Лукович    | Майк Чернофф  | Нил Хьюстон       | Брент Сайм      |               |                      |
| 1982—83 | Эд Лукович    | Майк Чернофф  | Нил Хьюстон       | Брент Сайм      |               | ЧК 1983              |
| 1983—84 | Эд Лукович    | Джон Фергюсон | Нил Хьюстон       | Брент Сайм      |               | ЧК 1984              |
| 1985—86 | Эд Лукович    | Джон Фергюсон | Нил Хьюстон       | Брент Сайм      | Уэйн Харт     | ЧК 1986 · ЧМ 1986    |
| 1987—88 | Эд Лукович    | Джон Фергюсон | Уэйн Харт         | Брент Сайм      |               |                      |
| 1987—88 | Эд Лукович    | Джон Фергюсон | Нил Хьюстон       | Брент Сайм      | Уэйн Харт     | КООК 1987 · ЗОИ 1988 |
| 1988—89 | Эд Лукович    | Джон Фергюсон | Уэйн Харт         | Брент Сайм      |               |                      |
| 1992—93 | Эд Лукович    | Джон Фергюсон | Frank Morissette  | Нил Хьюстон     |               |                      |
| 1993—94 | Эд Лукович    | Fred Maxie    | Дэн Петрик        | Steve Petryk    | Джон Фергюсон | ЧК 1994 (6 место)    |
| 1994—95 | Эд Лукович    | Джон Фергюсон | Дэн Петрик        | Steve Petryk    |               |                      |
| 1995—96 | Пэт Райан     | Эд Лукович    | Рэнди Фёрби       | Merv Bodnarchuk |               |                      |
| 1996—97 | Пэт Райан     | Эд Лукович    | Рэнди Фёрби       | Merv Bodnarchuk |               |                      |
| 1998—99 | Эд Лукович    | Doran Johnson | Shane Park        | Merv Bodnarchuk |               |                      |
| 1999—00 | Mike Sali     | Эд Лукович    | Richard Kleibrink | Cody Johnston   |               |                      |
| 2015—16 | Эд Лукович    | Jim Walsh     | Brian Brown       | Gord Dewar      |               | ЧКВ 2016 (5 место)   |

(скипы выделены полужирным шрифтом)

## Результаты как тренера национальных сборных
| Год  | Турнир                                       | Сборная | Место |
| ---- | -------------------------------------------- | ------- | ----- |
| 2003 | Зимняя Универсиада 2003                      | США     | 6     |
| 2007 | Зимняя Универсиада 2007                      | США     | 1     |
| 2007 | Чемпионат мира по кёрлингу среди женщин 2007 | США     | 4     |
| 2010 | Чемпионат мира по кёрлингу среди мужчин 2010 | США     | 4     |
| 2011 | Чемпионат мира по кёрлингу среди мужчин 2011 | США     | 10    |

## Частная жизнь
Эд является старшим братом хоккеиста, бывшего игрока НХЛ Морриса Луковича (англ. en:Morris Lukowich). Двоюродный брат Эда — ещё один хоккеист, действующий игрок НХЛ Брэд Лукович, дважды обладателя Кубка Стэнли.